# Centre d'internament d'estrangers

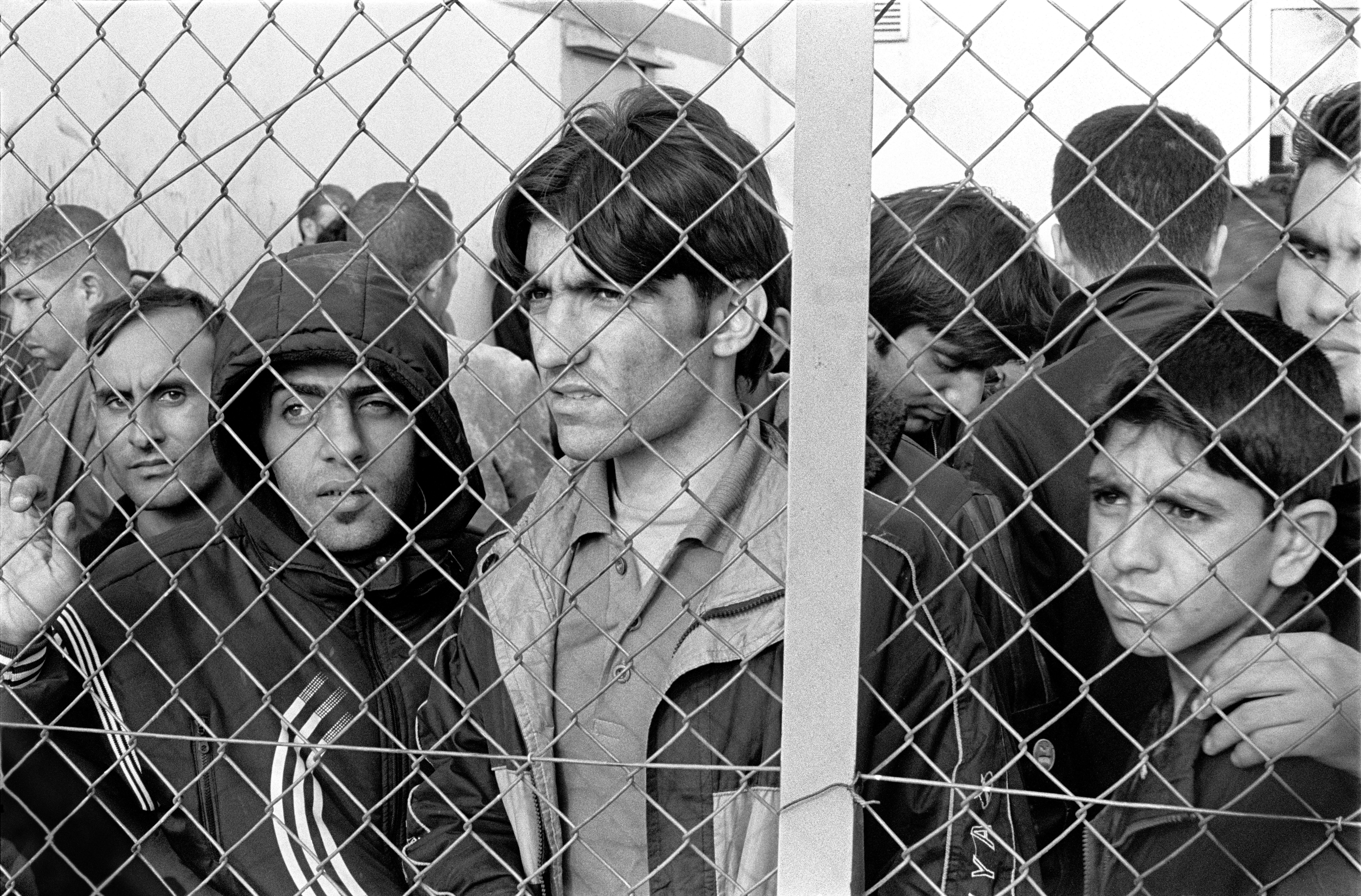
Migrants i refugiats internats en el centre de detenció de Fylakio a Tràcia, Grècia.

Un centre d'internament d'estrangers (CIE) és un edifici on els estats retenen estrangers sotmesos a expedients d'expulsió del seu territori. Els centres d'internament d'estrangers són un instrument estès per tota la Unió Europea adoptat en el desenvolupament de la política migratòria comunitària subscrita als acords de Schengen del 1995.
A Espanya és un "establiment públic de caràcter no penitenciari" i la retenció és "de manera cautelar i preventiva". Diverses entitats han denunciat que en la pràctica es tracta de "presons administratives" a causa de la manca de regulació i de normatives legals. També s'ha denunciat la manca d'espai, el fred i la falta de serveis a les cel·les i pràctiques rutinàries d'humiliació i maltractament.

## Espanya

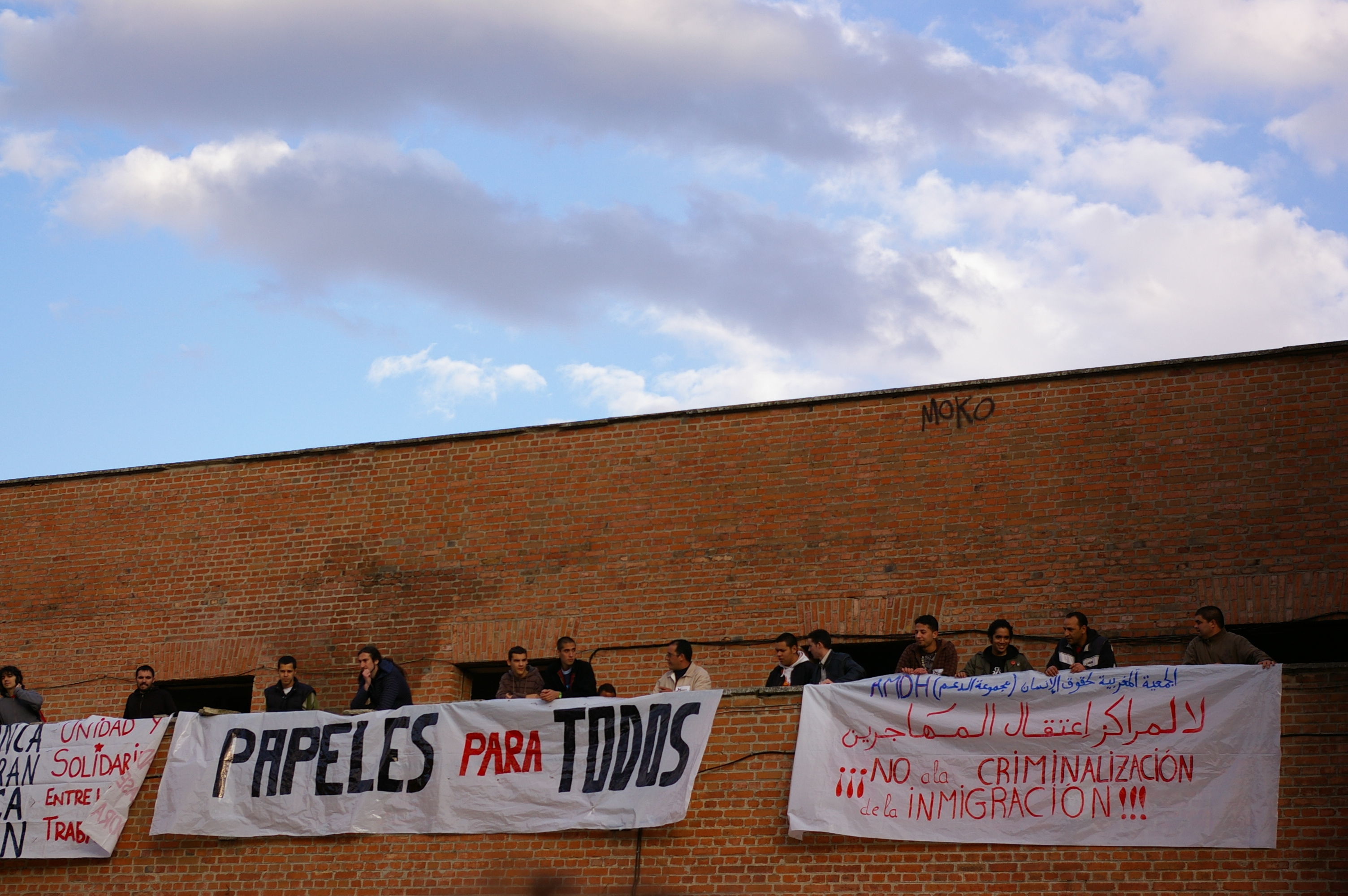
Protestes contra el CIE d'Aluche a l'antiga presó de Carabanchel

### Llista de centres
A Espanya hi ha set centres en funcionament, dependents del Ministeri de l'Interior d'Espanya, que són:
- CIE de Sapadors de València[5]
- CIE de Sangonera la Verde de Múrcia[6]
- CIE d'Aluche de Madrid[7]
- CIE de la Zona Franca de Barcelona[8]
- CIE d'Algesires[9]
- CIE de Tenerife[10]
- CIE de Barranco seco de Las Palmas de Gran Canaria[11]

El Centre de Capuchinas de Màlaga, obert el 1999, i El Matorral de Fuerteventura, obert el 2001, es van tancar el 2012.

### Regulació
Els tràmits d'expulsió es poden iniciar quan la persona cometi algun dels supòsits següents:
1. Trobar-se il·legalment en territori espanyol
2. Treballar sense haver obtingut el permís de treball, encara que tingui un permís de residència vàlid
3. Estar implicats en activitats contràries a l'ordre públic o la seguretat interior o exterior de l'estat o realitzar qualsevol tipus d'activitats contràries als interessos espanyols o que puguin perjudicar les relacions d'Espanya amb altres països
4. Haver estat condemnats, dins o fora d'Espanya, per delictes sancionats amb pena privativa de llibertat superior a un any
5. Amagar al Ministeri de l'Interior d'Espanya les circumstàncies relatives a la seva situació
6. No tenir manera lícita de viure, demanar al carrer o desenvolupar activitats il·legals

Els estrangers poden estar detinguts a aquests centres fins a 60 dies.

### Crítiques

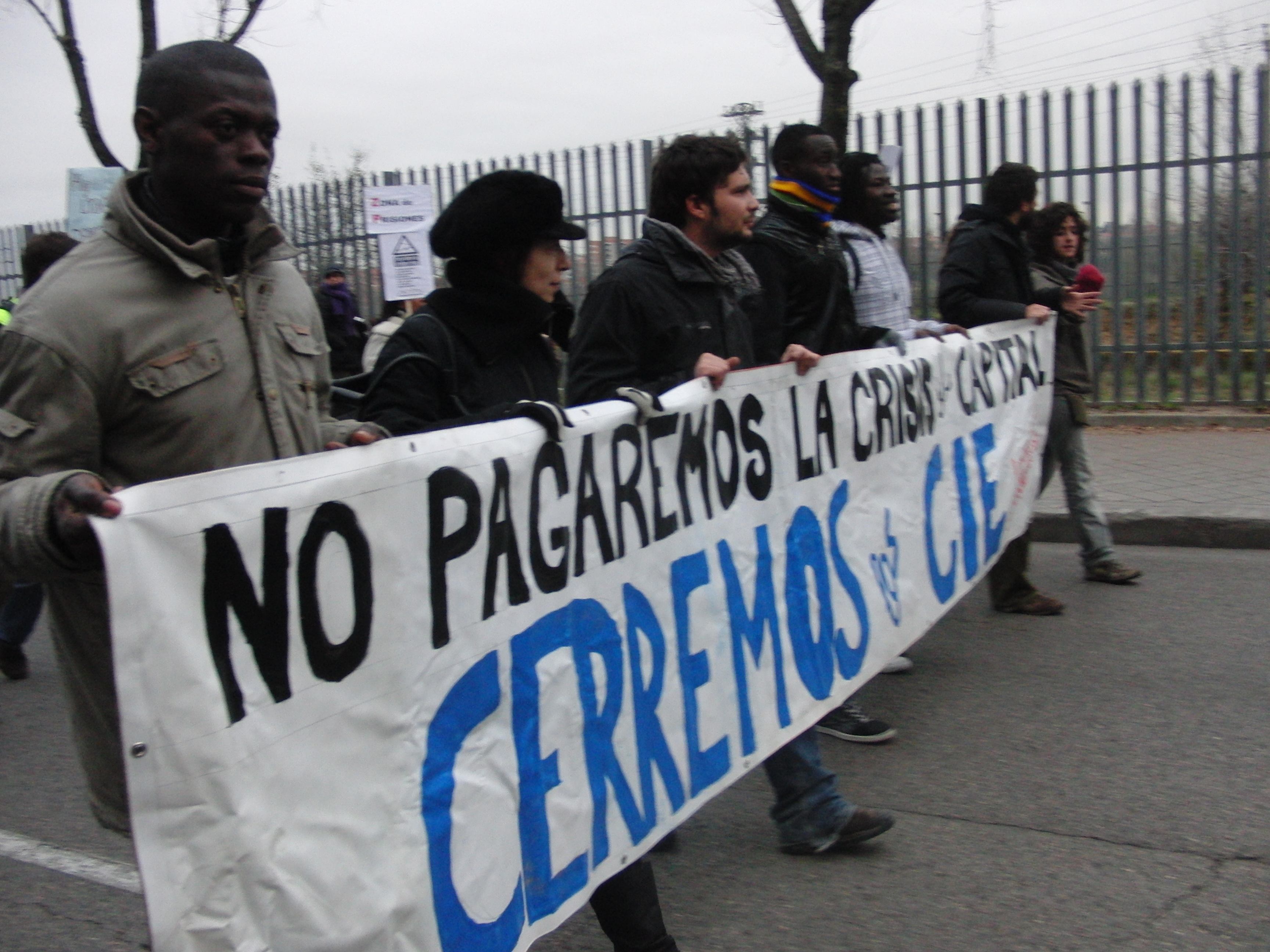
Manifestació contra els CIE

Els col·lectius pels drets dels estrangers que van participar en la Trobada Estatal de col·lectius de Lluita contra els Centres d'Internament d'Estrangers, que es va celebrar a l'octubre del 2011 a València, van exigir el tancament dels CIE, van denunciar el que consideren que és una "criminalització sistemàtica" de les persones migrants i la "repressió" a la que estan sotmesos quan exerceixen el seu dret a la llibertat de moviment. Van assenyalar que l'estat exerceix una "constant repressió de les persones refugiades i migrants, practicant sistemàtiques identificacions i batudes policials racistes".
Segons un informe de l'ONG jesuïta Pueblos Unidos publicat al març de 2013, després de realitzar 1.200 visites i entrevistar a 300 persones als centres de Madrid i Barcelona, gairebé 4.600 immigrants de 53 països van passar el 2013 per algun dels dos principals CIE d'Espanya, 3.000 a Madrid i 1.600 a Barcelona. Segons aquest informe, que porta per nom Criminalizados, internados, expulsados, la meitat dels interns no té antecedents penals, un 23% acaben d'arribar a l'estat espanyol i el 43% dels que estan tancats portaven més de set anys a l'estat espanyol. Entre aquestes persones hi ha menors, dones víctimes d'explotació sexual, refugiats, embarassades i persones malaltes.
El 2014 diverses entitats de la societat civil engegaren la campanya Tancarem el CIE de Barcelona, que denuncia que el centre «no garanteix la seguretat i els drets de les persones retingudes» i que «priva de llibertat persones que no han comès cap delicte».

### Denúncies
Els centres d'internament d'estrangers han propiciat diverses denúncies, com la d'Idrissa Diallo i Samba Martine.
Idrissa Diallo, un jove de Guinea Conakry, va morir el 6 de gener de 2012 per un infart agut de miocardi després de ser detingut al CIE de Barcelona.
Samba Martine (República Democràtica del Congo, 1977 – Madrid, Espanya, 19 de desembre de 2011), una dona del Congo, va morir a l'Hospital 12 de Octubre de Madrid després de ser detinguda al CIE, oficialment per una meningitis que no es va diagnosticar a temps. Segons els seus advocats i col·lectius de suport, no se li va donar una assistència mèdica que necessitava
La polèmica del seu cas va contribuir a fer que l'existència i les condicions dels CIE ocupés un lloc més visible en el debat públic a l'Estat espanyol. Martine va a arribar a Melilla l'agost de 2011. En arribar, va entrar al CETI (centre d'estada temporal d'immigrants). Va romandre-hi tres mesos, fins al 12 de novembre, quan, per sobreocupació del CETI, va ser traslladada al CIE (centre d'internament d'estrangers) d'Aluche, a Madrid, amb la intenció d'expulsar-la del país. En aquest CIE se la va identificar amb un número: el 3106. El seu cas és una de les denúncies que internes i interns, activistes, organitzacions i col·lectius de suport realitzen davant l'existència i condicions d'aquests centres. En particular, critiquen que Samba Martine no fos diagnosticada ni rebés l'atenció mèdica adequada malgrat el nombre de vegades que la va sol·licitar.
Segons l'informe del servei mèdic del CIE, elaborat després de la seva mort, es refereixen fins a 10 visites de la dona requerint assistència. A l'informe només consta que en una d'aquestes visites, duta a terme el 14 de desembre, va estar acompanya d'intèrpret. En cap d'elles no se li va diagnosticar la seva verdadera malaltia. Per fi, el 19 de desembre va ser traslladada a l'Hospital Doce de Octubre a causa d'una hiperventilació. Després de la mort, la hipòtesi que va manejar en un principi l'hospital va ser la de la meningitis. Després, l'hospital va canviar el diagnòstic al de pneumònia pneumocòcica, i més tard es va senyalar que la mort podria haver estat provocada per una infecció derivada del VIH, ja que Martine era serpositiva.
El jutjat d'instrucció número 38 de Madrid va arxivar la investigació penal oberta per aquests fets i presentada per la família de Martine. Segons l'aute, "no existeix cap indici d'haver-se produït una conducta negligent o mala praxis per part de cap dels sanitaris que van atendre Martine, i existeix, contràriament, constatació que, en qualsevol cas, de forma ineludible, s'hagués produït el mateix resultat".
El cas de Martine ha estat representat a l'obra teatral «Un trozo invisible de este mundo» escrita per Juan Diego Botto i interpretada per ell mateix i l'actriu i cantant Astrid Jones.
Aquest cas va suposar canvis en l'organització dels CIE per a millorar la informació i evitar casos com aquest.

## Altres estats

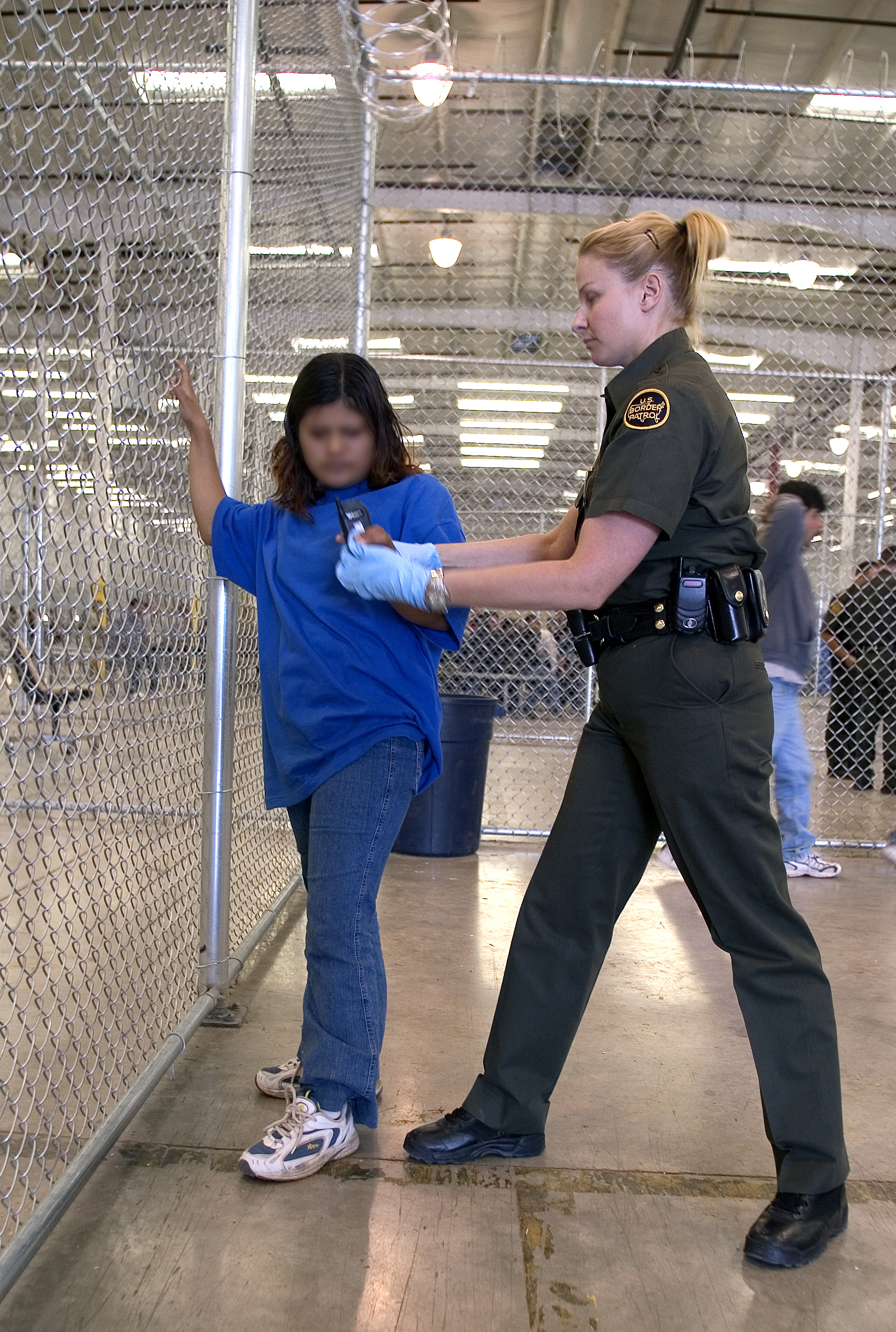
Una agent de Duanes i Protecció de Fronteres dels Estats Units amb una dona immigrant en un CIE

### França
Segons l'informe de 2009 del Comité Inter Mouvements Auprès Des Évacués (Cimade) més de 35.500 estrangers van ser internats en centres de detenció l 2009 (32.268 el 2008), incloent 318 nens, el 80% de los quals eren menors de 10 anys. Els menors estan protegits per la llei francesa contra les ordres d'allunyament, però poden acompanyar als seus pares als CRA quan són objecte d'un processament de deportació.

### Portugal
A Portugal, el Ministeri de l'Interior és responsable dels assumptes relacionats amb la immigració. Hi ha un centre oficial de detenció d'estrangers situat a Porto. Obert el 2006, el centre és gestionat pel Servei d'Immigració i Fronteres.

### Itàlia
A Itàlia hi ha 13 CIE en funcionament que depenen del Ministeri d'Interior italià

### Estats Units
Als Estats Units, a principis de la dècada de 1980 va començar una pràctica similar amb els immigrants procedents d'Haití i Cuba detinguts al Centre de Detenció de Guantánamo, i amb altres grups com els xinesos en presons i centres de detenció. La pràctica es va legalitzar el 1996 com a resposta de l'atemptat d'Oklahoma City. De seguida fou criticada per organitzacions com Amnistia Internacional, Human Rights Watch i Human Rights First, que van fer estudis sobre la qüestió. Unes 31.000 persones estan tancades en centres de detenció d'immigrants en unes 200 presons de diverses tipologies.

## Organitzacions internacionals

### Nacions Unides
El 2011, el Comitè de les Nacions Unides per l'Eliminació de la Discriminació Racial, després d'analitzar informes presentats pel govern espanyol, Amnistia Internacional, SOS Racisme, Secretariat Gitano i la Comissió Espanyola d'Ajuda al Refugiat (CEAR), va instar a Espanya a "prendre mesures efectives per erradicar la pràctica de controls d'identificació basats en perfils ètnics i racials" que, "a la pràctica, es poden traduir en detencions indiscriminades" d'estrangers.

### Comissió Europea
La Comissió Europea va denunciar el 2010 algunes deficiències en el tractament que reben els menors estrangers no acompanyats, incloent l'absència de representació legal independent en tots els procediments de repatriació, la manca d'informació sobre el dret a demanar asil i a sol·licitar la residència a Espanya, i l'ús de mètodes obsolets i poc fiables per a determinar l'edat. També va demanar a les autoritats espanyoles que s'asseguressin que la detenció als centres d'internament es dugui a terme de conformitat amb la llei